# Montclus, Gard
Montclus är en kommun i departementet Gard i regionen Occitanien i södra Frankrike. Kommunen ligger i kantonen Pont-Saint-Esprit som tillhör arrondissementet Nîmes. År 2022 hade Montclus 177 invånare.

## Befolkningsutveckling
Antalet invånare i kommunen Montclus
Referens:INSEE